# Praia de Cabral

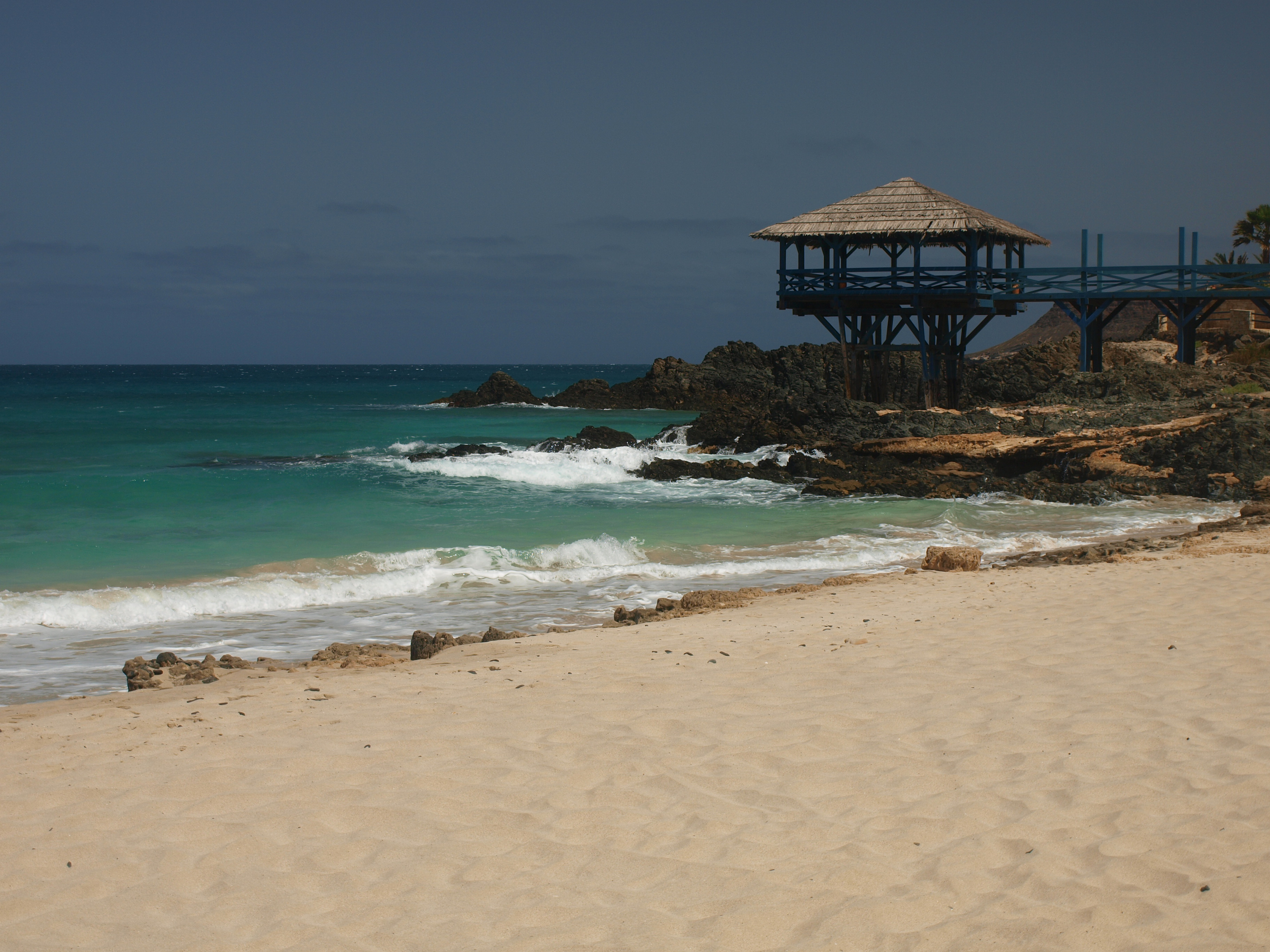
Praia de Cabral

Praia de Cabral, Praia da Cruz ou Praia de Cruz é uma praia situada na costa noroeste da Ilha da Boa Vista, em Cabo Verde, nas imediações da vila de Sal Rei.]
Junto ao seu areal, encontram-se um hotel e um pequeno cemitério judeu, sendo este último um testemunho da antiga presença de uma comunidade judaica radicada na ilha. Em 2011, estava prevista a construção de um novo empreendimento turístico junto à praia.
Tem sido palco de um festival de música anual, privilegiando os músicos caboverdianos e tendo como pano de fundo o despertar de consciências para a proteção das tartarugas que desovam na ilha.